# Elke U. Weber

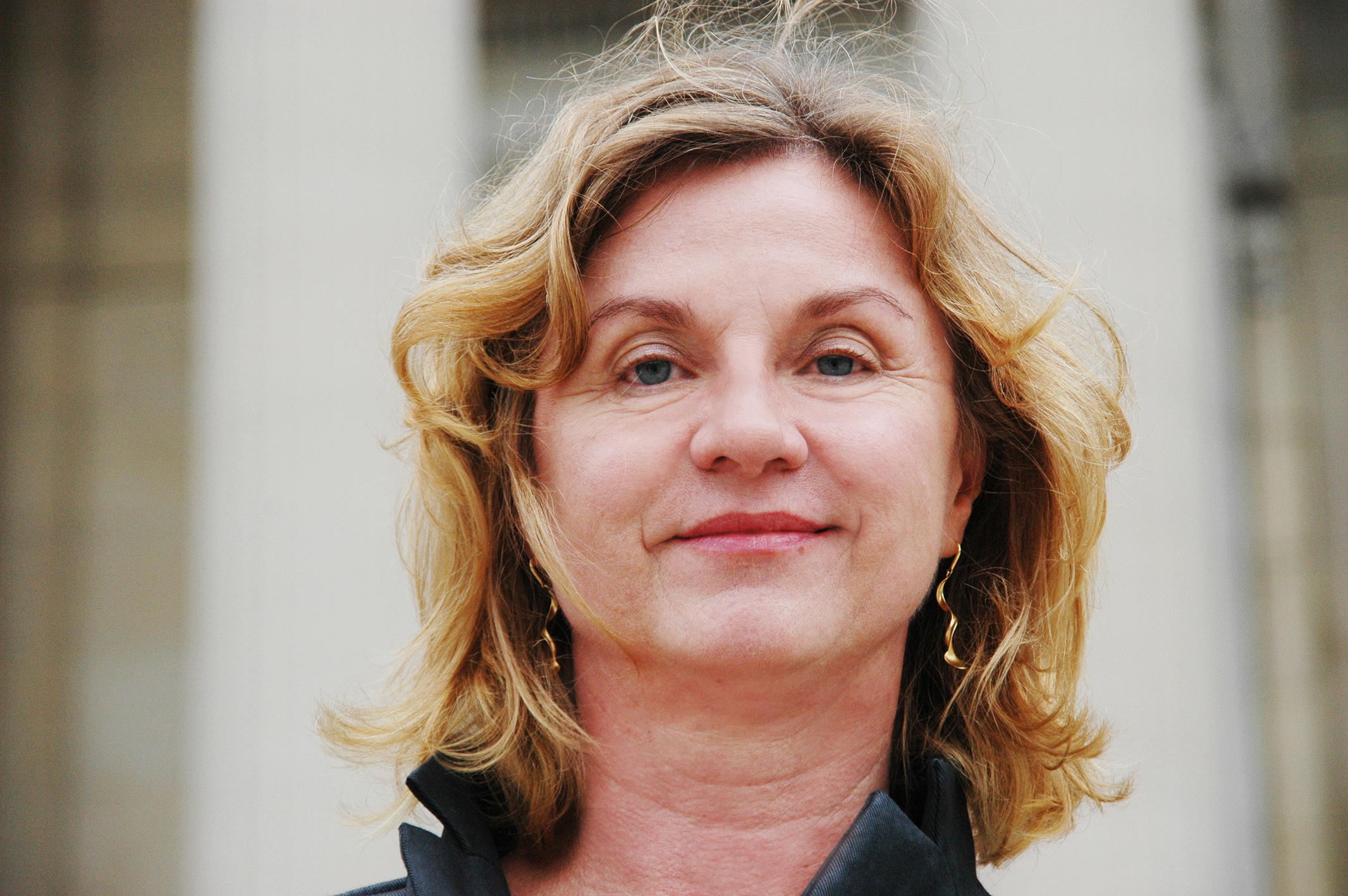
Elke U. Weber

Elke U. Weber (* 6. April 1957 in Gelsenkirchen) ist eine deutsch-kanadische Psychologin und Professorin für Psychologie und Public Affairs an der Princeton University.

## Leben
Elke Weber studierte Psychologie an der York University und promovierte anschließend 1984 in Psychologie an der Harvard University. Sie begann anschließend ihre Tätigkeit  an der University of Illinois at Urbana-Champaign. Von 1988 bis 1995 war sie am Lehrstuhl für Verhaltenswissenschaften der University of Chicago. 1995 wechselte sie als Professorin für Quantitative Psychologie an die Ohio State University. Danach wechselte sie 1999 an die Columbia University, an der sie mehrere Professuren innehatte, unter anderem am Jerome-A.-Chazen-Lehrstuhl und am Lehrstuhl für Kognitive Psychologie. Bevor sie 2016 nach Princeton kam, verbrachte sie 19 Jahre an der Columbia University. An der Columbia University gründete sie das Center for Research on Environmental Decisions des Earth Institutes und das Center for Decision Sciences. Seit 2016 hat sie die Gerhard R. Andlinger Professur für Energie und Umwelt und die Professur für Psychologie und Public Affairs an der Princeton University inne.

## Forschung
Weber befasst sich mit psychologischen Prozessen bei Entscheidungen mit einem Fokus auf Entscheidungsfindung in Situation mit Risiko und Unsicherheit. Sie hat dabei die Hypothese aufgestellt, dass Entscheidungen bei Risiko auf Gefühlen basieren und nicht durch das objektive Abwägen möglicher Alternativen getroffen werden. Sie untersucht auch, welchen individuellen und kulturellen Einflussfaktoren die Risikobereitschaft, aber auch die Risikowahrnehmung beeinflussen.
Ein Forschungsschwerpunkt von Weber ist die Wahrnehmung von Langzeitrisiken, wie zum Beispiel bei der Wahrnehmung des Klimawandels.
Mit Stand September 2020 hatte sie einen h-Index von 81.

## Auszeichnungen
- 2024 BBVA Foundation Frontiers of Knowledge Award in Geistes- und Sozialwissenschaften.[5]
- 2020 Mitglied der National Academy of Sciences
- 2018 Fellow der American Association for the Advancement of Science
- 2016 Fellow der American Academy of Arts and Sciences
- 2016 Distinguished Achievement Award, Society for Risk Analysis
- 2015 Fellow der Society for Experimental Psychology
- 2014 “In Honor of” citation, Federation of Associations in Behavioral & Brain Sciences (FABBS): Anerkennung als “eminent, senior scientists who have made important and lasting contributions to the sciences of mind, brain, and behavior”
- 2011 Mitglied (Matrikel-Nr. 7462) der Nationalen Akademie der Wissenschaften Leopoldina
- 2011 Distinguished Affiliated Professor in Wirtschaftswissenschaften an der TU München
- 2011 Fellow der Society for Risk Analysis
- 2009 Ehrendoktorwürde in Psychologie, Universität Basel
- 1994 Outstanding Investigator Award der Society for Medical Decision Making

## Veröffentlichungen
- Elke U. Weber bei Google Scholar